# Heliport Eemshaven
Heliport Eemshaven is een helikopterhaven in de Groningse Eemshaven, met als eigenaar Groningen Seaports, de helikopterhaven wordt geëxploiteerd door EMS Maritime Offshore GmbH. De ingebruikname van deze heliport maakte dat de helikopterlocatie in Uithuizermeeden buiten gebruik werd genomen.